# Valerio Bonelli
Valerio Bonelli (* 8. Januar 1976 in Neapel) ist ein italienischer Filmeditor.
Valerio Bonelli studierte an der National Film and Television School bei London. Nach dieser Zeit wurde er Ende der 1990er Jahre als Editor und Schnitt-Assistent tätig. Er arbeitet öfters für den Regisseur Stephen Frears. Für den Film Palio über die Pferderennen in Siena wurde er auf dem Tribeca Film Festival für den besten Schnitt eines Dokumentarfilmes ausgezeichnet.
2018 wurde er in die Academy of Motion Picture Arts and Sciences berufen, die jährlich die Oscars vergibt.

## Filmografie (Auswahl)
- 2007: Hannibal Rising – Wie alles begann (Hannibal Rising)
- 2008: Blown Apart (Incendiary)
- 2009: Cracks
- 2012: The Cold Light of Day
- 2013: Philomena
- 2015: The Program – Um jeden Preis (The Program)
- 2015: Palio (Dokumentarfilm)
- 2016: Florence Foster Jenkins
- 2017: Die dunkelste Stunde (Darkest Hour)
- 2017: Der Stern von Indien (Viceroy’s House)
- 2019: Der Junge, der den Wind einfing (The Boy Who Harnessed the Wind)
- 2021: Cyrano
- 2021: The Woman in the Window